# Castillo de Granhammar
El Castillo de Granhammar (Granhammars slott) es una mansión en el municipio de Upplands-Bro en Uppland, Suecia.

## Historia
El edificio principal fue construido entre 1748-1752 según los dibujos del arquitecto Carl Hårleman (1700-1753). Entre 1802 y 1804, al edificio principal se le añadió un apartamento para invitados según los dibujos del arquitecto Gustaf Pfeffer (1768-1844). El parque circundante fue expandido y embellecido durante los años 1777-1819 bajo la dirección de Jeanna von Lantingshausen (1753-1809) y el Barón Albrekt von Lantingshausen (1751-1820).